# Gascoyne River
Der Gascoyne River ist ein Fluss im australischen Bundesstaat Western Australia.
Mit 978 km ist er der längste Fluss in diesem Bundesstaat.

## Geografie

### Flusslauf
Der Fluss entspringt an den Hängen des Wilgoona Hill in den Robinson Ranges westlich der Gibsonwüste und mündet bei Carnarvon in die Shark Bay und damit in den Indischen Ozean.
Der Gascoyne River setzt sich aus zwei Armen zusammen:
- Der Gascoyne River North Branch ist der nördliche, 125 km lange Arm und entspringt in der Nähe der Collier Range
- Der Gascoyne River Middle Branch ist der südliche, 15 km lange Arm und entspringt bei der Siedlung Doolgunna.[3]

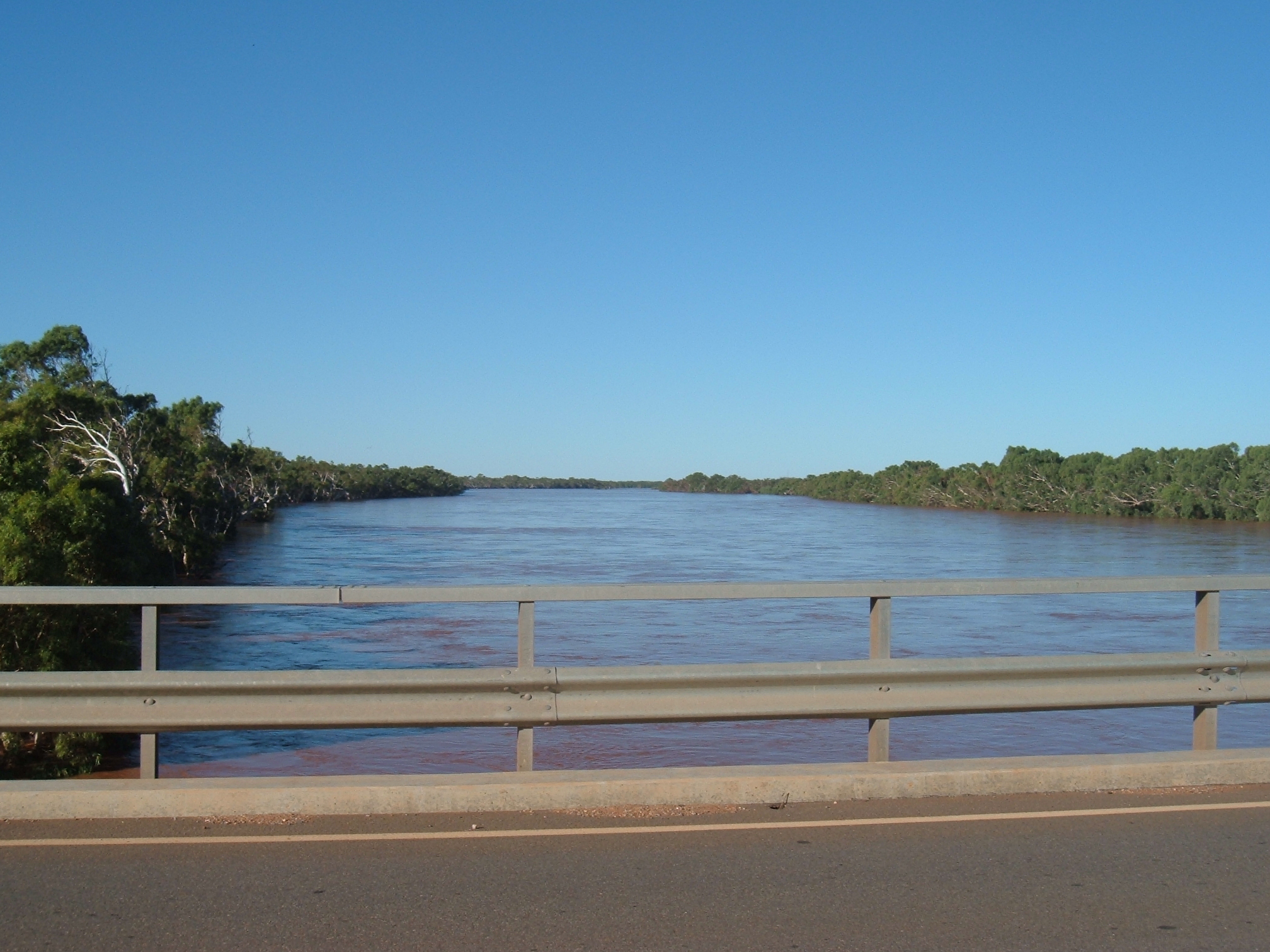
Gascoyne bei Flut

Der Gascoyne River wird auch „umgekehrter Fluss“ genannt, weil er nur etwa 120 Tage im Jahr sichtbar Wasser führt und den Rest des Jahres unterirdisch fließt. Dies ist auf ein riesiges, natürliches Wasserrückhaltesystem zurückzuführen, dessen Grundwasserleiter unter dem Wüstensand liegen.
Der Fluss fließt durch eine dünn bewachsene Landschaft, die hauptsächlich für den Goldbergbau und die Schafzucht genutzt wird. Er durchfließt viele Pools, die sowohl den Wild- als auch den Nutztieren als wichtige Wasserquelle dienen.

### Nebenflüsse mit Mündungshöhen
Wichtigster Nebenfluss ist der 561 km lange Lyons River, der bei Gascoyne Junction ca. 160 km oberhalb der Mündung in die Shark Bay auf den Gascoyne River trifft. Zusammen besitzen diese beiden Flüsse ein Einzugsgebiet von 68.326 km², das komplett östlich der Kennedy Ranges liegt und sich etwa 480 km landeinwärts erstreckt.
- Gascoyne River North Branch – 514 m
- Gascoyne River Middle Branch – 514 m
- Coodewa Creek – 491 m
- Turner Creek – 456 m
- Deverell Creek – 453 m
- Nanular Creek – 410 m
- Sullivan Creek – 406 m
- Coombrico Creek – 376 m
- Aurillia Creek – 366 m
- Moorayana Creek – 352 m
- Landor River – 346 m
- Biddenew Creek – 331 m
- Mount Gascoyne Creek – 327 m
- Shea Creek – 318 m
- Madonga Creek – 310 m
- Mount James Creek – 308 m
- Minindi Creek – 304 m
- Wabli Creek – 303 m
- Codra Creek – 294 m
- Thomas River – 294 m
- Dellas Creek – 291 m
- Doweranin Creek – 284 m
- Thirty-One River – 259 m
- Coomberoo Creek – 252 m
- Chalba Creek – 235 m
- Mombo Creek – 233 m
- Nine Mile Creek – 228 m
- Dalgety Brook – 210 m
- Geeranoo Creek – 194 m
- Congo Creek – 193 m
- Pell Creek – 180 m
- Cream Creek – 153 m
- Lyons River – 138 m
- Salt Gully – 122 m
- Mooba Creek – 109 m
- Jacobs Gully – 105 m
- Lewes Creek – 10 m

### Durchflossene Seen
Der Gascoyne River durchfließt folgende Seen:
- Tibingoona Pool – 506 m
- Bibbingoona Pool – 496 m
- Nungamarra Pool – 483 m
- Mibbley Pool – 450 m
- Mutherbukin Pool – 301 m
- Beelu Pool – 229 m
- Bilyarra Pool – 226 m
- Piddendoora Pool – 154 m
- Gnardune Pool – 132 m

## Namensherkunft
Der Fluss wurde vom Forscher Leutnant George Grey, der ihn 1839 entdeckte, nach „meinem Freund, Kapitän J. Gascoyne (Royal Navy)“ benannt.

## Überschwemmung im Dezember 2010
Die Überschwemmungen im Dezember 2010 gelten als die zerstörerischsten, die jemals aufgezeichnet wurden. Das Ausmaß und die Reichweite der Überschwemmungen stellten die Region vor große Probleme.